# ۱۳۷۹ (خورشیدی)
سال ۱۳۷۹ هجری خورشیدی سالی کبیسه است.

## رویدادها
- ۲۹ فروردین و ۳۰ فروردین - پخش دست‌چین شده بخش‌های از کنفرانس ایران پس از انتخابات (کنفرانس برلین) از صدا و سیمای جمهوری اسلامی
- اردیبهشت - توقیف همزمان و ناگهانی روزنامه‌های اصلاح طلب هوادار محمد خاتمی که به عنوان «توقیف فله‌ای مطبوعات» از آن یاد می‌شود.
- ۷ خرداد - تشکیل ششمین دوره مجلس
- مرداد - انتشار آلبوم پر پرواز، شادمهر عقیلی.
- ۴ مرداد - سقوط کنکورد ایرفرانس این هواپیما اندکی پس از برخاستن از فرودگاه شاردوگل فرانسه موتور عقب آن آتش گرفت و با برخورد به هتلی ۱۰۹ نفر کشته شدند.
- ۱۲ آبان - ورود نخستین گروه فضانوردان به ایستگاه فضایی بین‌المللی
- ۲۴ آذر - کناره‌گیری مهاجرانی از وزارت ارشاد

## زادروزها

### فروردین
- ۲ فروردین - محمد شریفی، فوتبالیست
- ۹ فروردین - هاتف نادری، فوتبالیست
- ۱۷ فروردین - حسین خالدی، بازیکن واترپلو
- ۲۷ فروردین - مهدی ممی‌زاده، فوتبالیست

### اردیبهشت
- ۱۹ اردیبهشت - امیرمحمد هوشمند، فوتبالیست
- ۲۵ اردیبهشت - سید مجید نصیری، فوتبالیست
- ۲۸ اردیبهشت - محمد صبوری، فوتبالیست
- ۲۸ اردیبهشت - علی فتحی، فوتبالیست

### خرداد
- ۱۷ خرداد - آرش شرقی، فوتبالیست
- ۲۳ خرداد - ثنا صادقی، فوتبالیست

### تیر
- ۶ تیر - وحید نامداری، فوتبالیست

### مرداد
- ۵ مرداد - مهران برخورداری، تکواندوکار
- ۹ مرداد - امیرحسین شیرچی، فوتبالیست
- ۱۳ مرداد - ارشیا ارباب بهرامی، تای‌چی‌چوان‌کار
- ۲۲ مرداد - پرهام مقصودلو، شطرنج‌باز
- ۲۹ مرداد - امید حامدی‌فر، فوتبالیست

### شهریور
- ۲ شهریور - محمدمهدی لطفی، فوتبالیست
- ۱۲ شهریور - فاطمه عنایت، والیبالیست
- ۱۴ شهریور - اسحاق حاتمی‌فر، بسکتبالیست
- ۱۴ شهریور - علی داوران، فوتبالیست
- ۳۰ شهریور - مهسا امینی، شهروند ایرانی
- ۳۰ شهریور - مهشید اشتری، بازیکن تنیس روی میز

### مهر
- ۱۰ مهر - اسما سعیدی، والیبالیست
- ۱۱ مهر - یونس دلفی، فوتبالیست
- ۲۲ مهر - فردین یوسفی، فوتبالیست

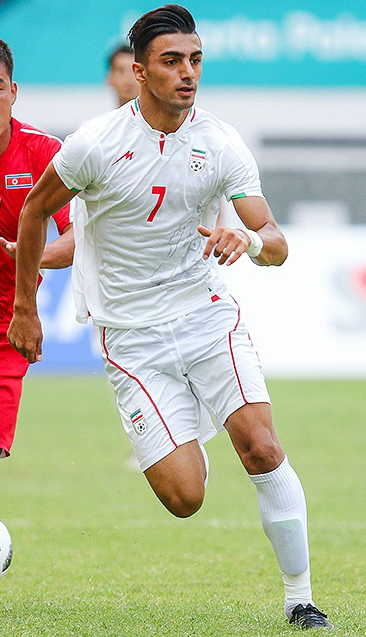
یونس دلفی

- ۲۳ مهر - امیرحسین فرهادی، فوتبالیست

### آبان

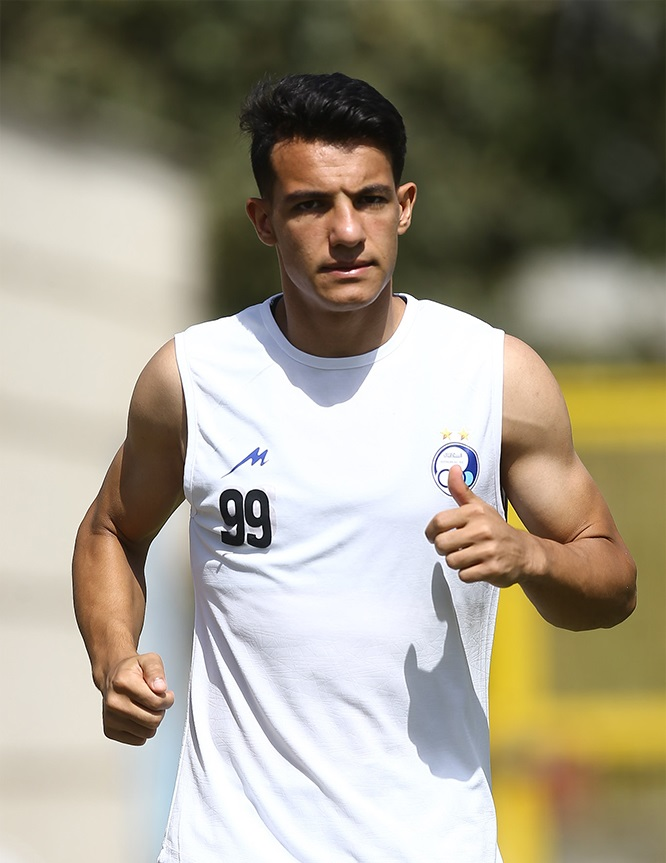
امیرحسین حسین‌زاده

- ۹ آبان - امیرحسین حسین‌زاده، فوتبالیست
- ۱۴ آبان - آرش طاهباز، شطرنج‌باز
- ۱۴ آبان - غزاله صالحی‌پور، فوتبالیست

### آذر
- ۱۰ آذر - ذبیح‌الله کوهکن، فوتبالیست
- ۱۷ آذر - زهرا علیزاده، فوتبالیست

### دی
- ۳ دی - عاطفه احمدی، اسکی‌باز
- ۱۱ دی - آیتک سلامت، والیبالیست
- ۱۳ دی - مونا آشفته، والیبالیست
- ۲۲ دی - محمدحسین زواری، فوتبالیست
- ۲۶ دی - امیرحسین زارع، کشتی‌گیر

### بهمن
- ۱۷ بهمن - محمدامین طباطبایی، شطرنج‌باز
- ۲۱ بهمن - امیرعلی صادقی، فوتبالیست
- ۲۴ بهمن - سعید ایرانخواه، فوتبالیست
- ۲۶ بهمن - فاطمه مخدومی، فوتبالیست

### اسفند
- ۱ اسفند - متین بالسینی، شناگر
- ۱۱ اسفند - نگین آلتونی، کاراته‌کا

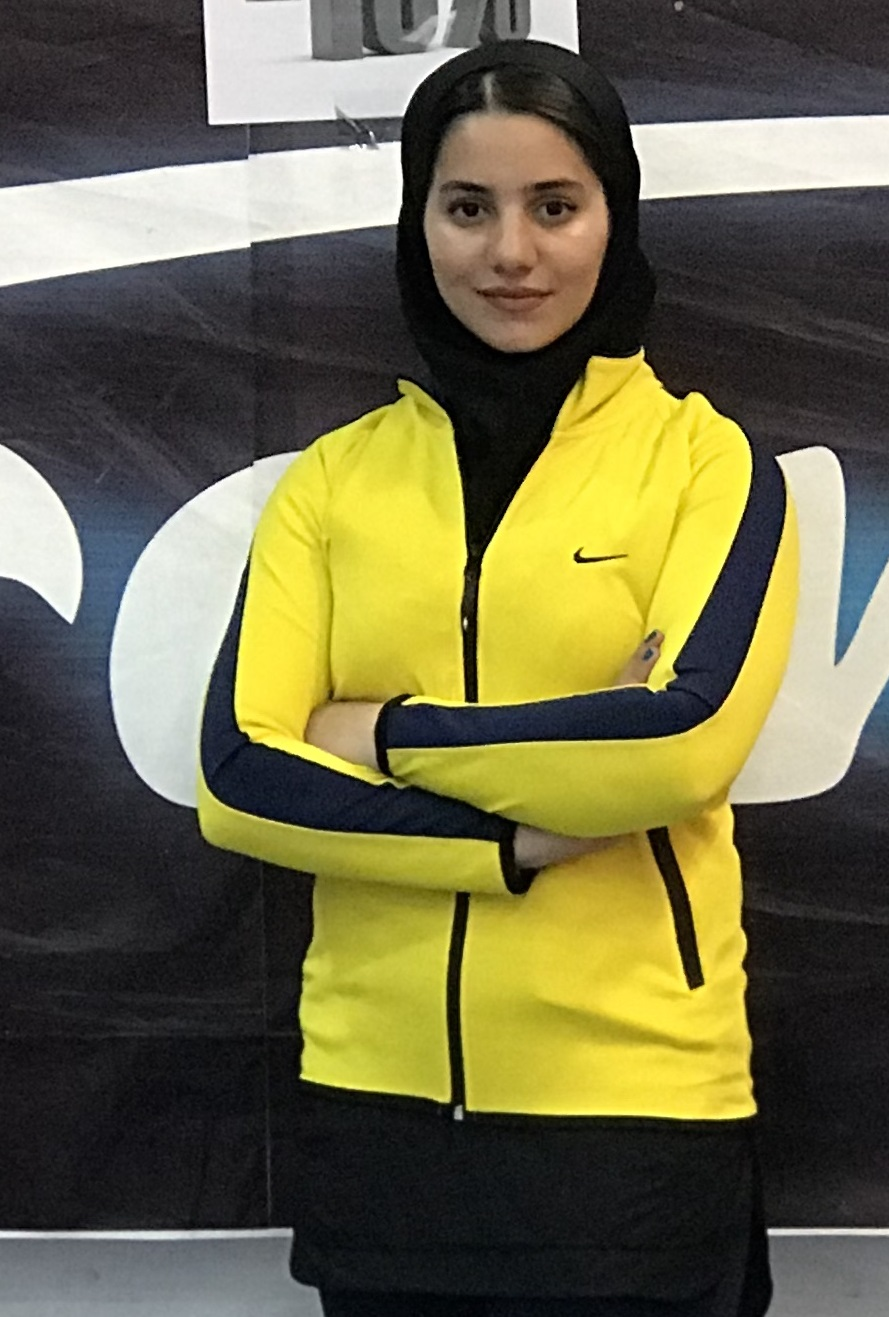
نگین آلتونی

- ۲۳ اسفند - علی اشکوریان، تکواندوکار

## درگذشت‌ها

### بهار
فروردین

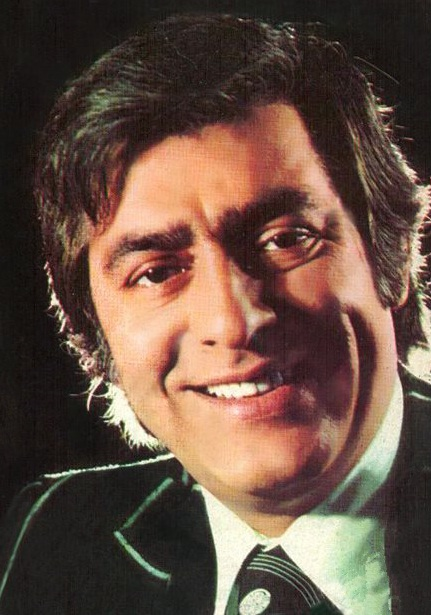
محمدعلی فردین

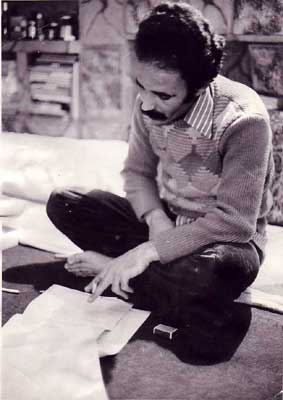
هوشنگ گلشیری

نصرت رحمانی

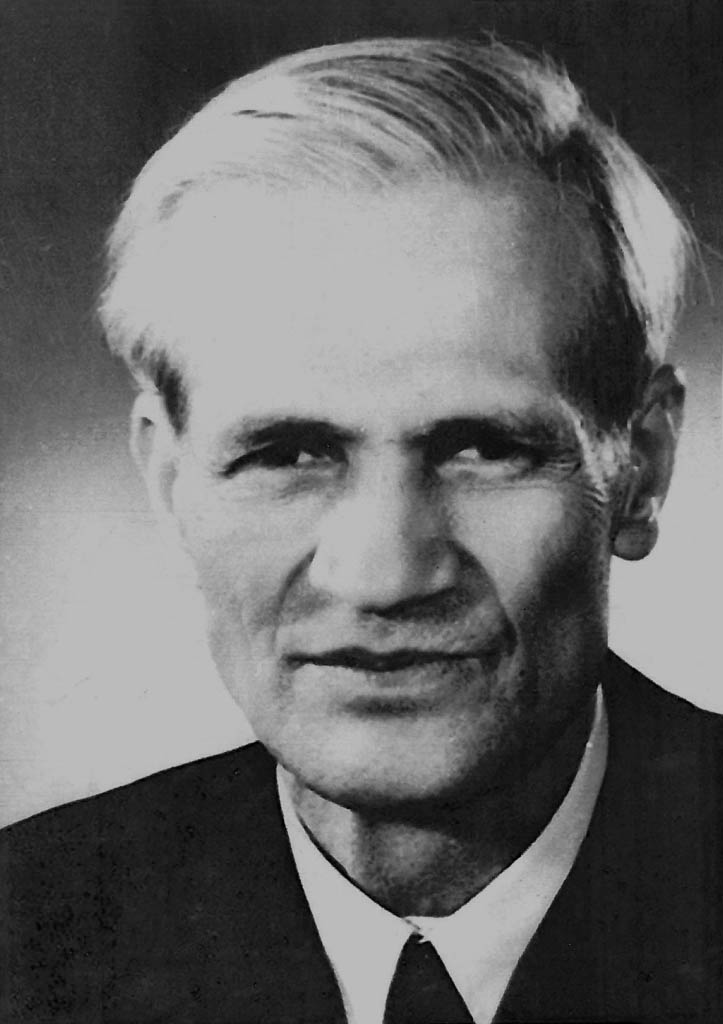
عبدالله شیبانی

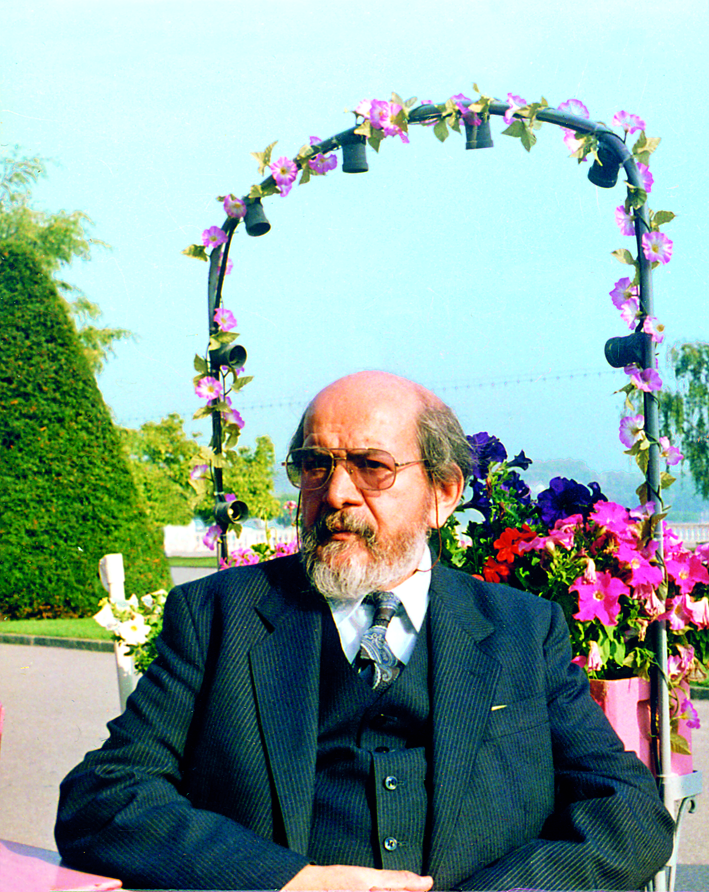
عباس سحاب

- ۴ فروردین - رافیک آرزومانیان، فیلمبردار و تصویر بردار ایرانی ارمنی‌تبار (زاده ۱۳۲۳)
- ۱۴ فروردین - عباس سحاب، جغرافی‌دان و نقشه نگار (زاده ۱۳۰۰)
- ۱۷ فروردین - نعمت‌الله گرجی، بازیگر ایرانی (زادهٔ ۱۳۰۵)
- ۱۸ فروردین - محمدعلی فردین، بازیگر، کارگردان و کشتی‌گیر آزاد کار (زادهٔ ۱۳۰۹)
- ۱۸ فروردین - سیروس جراح‌زاده، بازیگر و کارگردان (زاده ۱۳۰۹)
- ۲۸ فروردین - جواد شیخ‌الاسلامی، تاریخنگار (زاده ۱۳۰۰)
- ۲۹ فروردین - احمد مندوب هاشمی، بازیگر، دوبلور و مجری ایرانی

اردیبهشت
- ۸ اردیبهشت - نورالدین رضوی سروستانی، استاد آواز (زاده ۱۳۱۴)
- ۱۶ اردیبهشت - عبدالله شیبانی، پانزدهمین رئیس دانشگاه تهران (زاده ۱۲۸۲)
- ۱۶ اردیبهشت - احمد گلچین معانی، شاعر ایرانی (زادهٔ ۱۲۹۵)
- ۲۱ اردیبهشت - شیخ علی حجتی کرمانی، خطیب و نویسنده (زاده ۱۳۱۶)

خرداد
- ۱۲ خرداد - سید عباس ابوترابی‌فرد، سیاستمدار (زاده ۱۲۹۵)
- ۱۲ خرداد - سید علی‌اکبر ابوترابی‌فرد، سیاستمدار (زاده ۱۳۱۸)
- ۱۳ خرداد - آنتونی کوئین، بازیگر آمریکایی (زاده ۱۲۹۴)
- ۱۶ خرداد - هوشنگ گلشیری، نویسنده ایرانی (زادهٔ ۱۳۱۶)
- ۲۷ خرداد - نصرت رحمانی، شاعر (زادهٔ ۱۳۰۸)

### تابستان
تیر

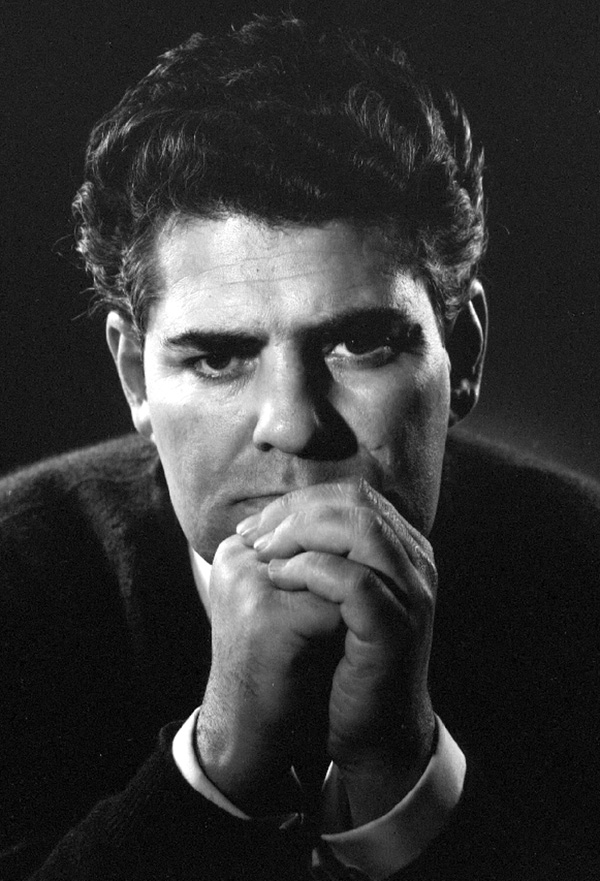
احمد شاملو

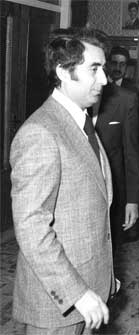
عبدالحسین سمیعی

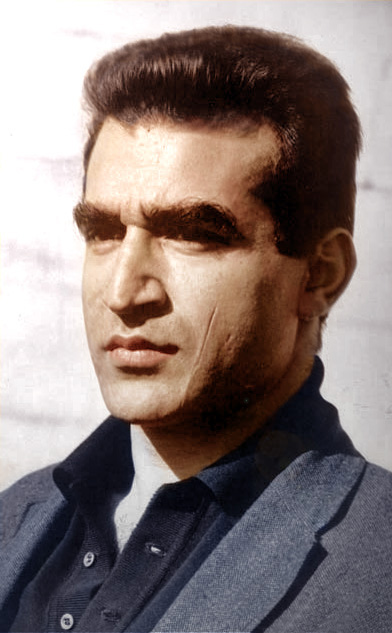
اف‌ام ۲۰۳۰

روبیک منصوری

- ۱۴ تیر - مهرانگیز منوچهریان، سیاست‌مدار ایرانی (زادهٔ ۱۲۸۵)
- ۱۸ تیر - اف‌ام ۲۰۳۰ (فریدون م اسفندیاری)، نویسنده، فیلسوف، نظریه‌پرداز ترابشریت، مشاور و آینده‌پژوه (زاده ۱۳۰۹)
- ۲۴ تیر - سعید رابعی، گوینده رادیو (زاده ۱۳۳۳)
- ۲۴ تیر - یحیی مهدوی، فیلسوف (زاده ۱۲۸۷)

مرداد
- ۱۹ مرداد - عبدالحسین سمیعی، وزیر علوم و آموزش عالی ایران در دولت امیرعباس هویدا (زاده ۱۳۰۹)
- ۲ مرداد - احمد شاملو، شاعر، نویسنده، روزنامه‌نگار، پژوهشگر، مترجم و فرهنگ‌نویس (زادهٔ ۱۳۰۴)
- ۲۱ مرداد - روبیک منصوری، آهنگ ساز، تنظیم‌کننده موسیقی (زاده ۱۳۱۶)

شهریور
- شهریور - سید علینقی امین، عارف، ادیب و شاعر (زاده ۱۲۹۷)
- ۲۱ شهریور - میرزا علی احمدی میانجی، روحانی شیعه (زاده ۱۳۰۵)
- ۲۷ شهریور - محمدتقی شکرایی، بازیگر و تهیه‌کننده (زاده ۱۳۰۴)

### پاییز
مهر

فریدون مشیری

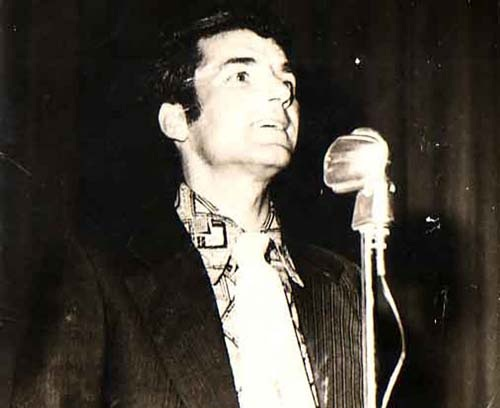
فریدون گرایلی

- مهر - ارتشبد عباس قره باغی، نظامی و وزیر کشور در دولت جعفر شریف‌امامی و دولت غلامرضا ازهاری (زادهٔ ۱۲۹۷)
- مهر - احمد مندوب هاشمی، دوبلور و مجری (زاده ۱۳۱۸)
- ۱۴ مهر - فریدون گرایلی، معلم، پژوهشگر، نویسنده، شاعر (زاده ۱۳۲۱)

آبان
- آبان - علی مظاهری (تاریخ‌نگار)، تاریخ‌نگار و از پیروان مکتب آنال (زاده ۱۲۹۳)
- ۲۹ آبان - ایرج وامقی، شاعر و زبان‌شناس (زاده ۱۳۱۱)
- ۳ آبان - فریدون مشیری، شاعر ایرانی (زادهٔ ۱۳۰۵)
- ۱۹ آبان - محسن کلهر، صدابردار و صداگذار (زاده ۱۳۱۷)

آذر
- آذر - حجت‌الاسلام علیرضا دانش سخنور، روحانی و خیر (زاده ۱۳۰۰)
- آذر - حسن مصیبی، تدوینگر و آهنگساز فیلم (زاده ۱۳۱۲)
- ۹ آذر - فریده قطبی، مادر فرح پهلوی.
- ۱۱ آذر - علی‌اصغر گرمسیری، بازیگر تئاتر (زاده ۱۲۹۰)

### زمستان
دی

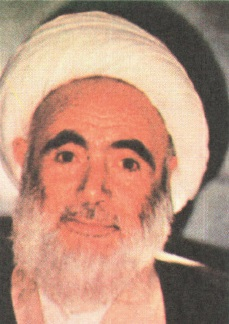
جعفر اشراقی

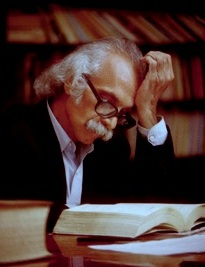
ارفع کرمانی

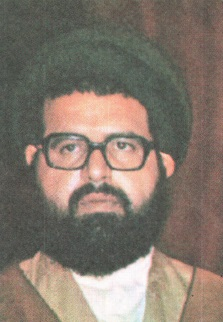
سید منیرالدین هاشمی

- دی - ارتشبد جعفر شفقت، وزیر جنگ در دولت شاپور بختیار و استاندار آذربایجان شرقی (زاده ۱۲۹۴)
- دی - محمود مصاحب، نویسنده و مترجم (زاده ۱۲۹۱)
- ۹ دی - هوشنگ حسامی، روزنامه‌نگار و کارگردان (زاده ۱۳۱۷)
- ۲۸ دی - یحیی ذکا، محقق ایرانی (زادهٔ ۱۲۹۱)

بهمن
- بهمن - ارفع کرمانی، شاعر (زاده ۱۳۲۲)
- بهمن - جعفر اشراقی، مجتهد شیعی و از نمایندگان مجلس خبرگان قانون اساسی ایران (زاده ۱۲۹۴)
- بهمن - رکن‌الدین همایون‌فرخ، پژوهشگر (زاده ۱۲۹۷)

اسفند
- اسفند - پرویز داریوش، مترجم ایرانی (زادهٔ ۱۳۰۱)
- اسفند - سید منیرالدین هاشمی، بنیان‌گذار فرهنگستان علوم اسلامی قم (زاده ۱۳۲۴)
- اسفند - محمود نجم‌آبادی، طبیب، روزنامه‌نگار و نخستین پژوهشگر تاریخ پزشکی ایران (زاده ۱۲۸۲)